# SNTN
SNTN (англ. Sentan, cilia apical structure protein) – білок, який кодується однойменним геном, розташованим у людей на 3-й хромосомі. Довжина поліпептидного ланцюга білка становить 147 амінокислот, а молекулярна маса — 16 468.
| 10         |  | 20         |  | 30         |  | 40         |  | 50         |
| ---------- |  | ---------- |  | ---------- |  | ---------- |  | ---------- |
| MGGCMHSTQD |  | KSLHLEGDPN |  | PSAAPTSTCA |  | PRKMPKRISI |  | SKQLASVKAL |
| RKCSDLEKAI |  | ATTALIFRNS |  | SDSDGKLEKA |  | IAKDLLQTQF |  | RNFAEGQETK |
| PKYREILSEL |  | DEHTENKLDF |  | EDFMILLLSI |  | TVMSDLLQNI |  | RNVKIMK    |

A: Аланін

C: Цистеїн

D: Аспарагінова кислота

E: Глутамінова кислота

F: Фенілаланін

G: Гліцин

H: Гістидин

I: Ізолейцин

K: Лізин

L: Лейцин

M: Метіонін

N: Аспарагін

P: Пролін

Q: Глутамін

R: Аргінін

S: Серин

T: Треонін

V: Валін

Локалізований у клітинних відростках, війках.